# Ko Sung-hyun
Ko Sung-hyun (koreanisch 고성현; * 21. Mai 1987 in Goesan, Gyeongsangnam-do) ist ein südkoreanischer Badmintonspieler.

## Sportliche Karriere
Ko Sung-hyun gewann 2007 die Vietnam Open im Herrendoppel mit Kwon Yi-goo. Bei den All England 2009 belegte er Platz 2 im Mixed mit Ha Jung-eun. Bei den Asienmeisterschaften des gleichen Jahres konnte er Silber mit Yoo Yeon-seong gewinnen. Ein Jahr später siegten beide bei den Swiss Open. Seit den Denmark Open 2012 spielt er im Herrendoppel mit Lee Yong-dae.
2014 wurde Ko Sung-hyun gemeinsam mit seinem Doppelpartner Shin Baek-cheol bei der Badminton-Weltmeisterschaft 2014 in Kopenhagen Weltmeister im Herrendoppel. 2018 siegte er bei der Malaysia International Series.

## Sportliche Erfolge
| Saison | Veranstaltung                       | Disziplin                        | Platz | Name                           |
| ------ | ----------------------------------- | -------------------------------- | ----- | ------------------------------ |
| 2007   | Vietnam Open                        | Herrendoppel                     | 1     | Kwon Yi-goo / Ko Sung-hyun     |
| 2009   | All England                         | Mixed                            | 2     | Ko Sung-hyun / Ha Jung-eun     |
| 2009   | Asienmeisterschaft                  | Herrendoppel                     | 2     | Ko Sung-hyun / Yoo Yeon-seong  |
| 2010   | Swiss Open                          | Herrendoppel                     | 1     | Ko Sung-hyun / Yoo Yeon-seong  |
| 2011   | US Open                             | Herrendoppel                     | 1     | Ko Sung-hyun / Lee Yong-dae    |
| 2011   | China Open                          | Herrendoppel                     | 2     | Ko Sung-hyun / Yoo Yeon-seong  |
| 2012   | French Open                         | Herrendoppel                     | 1     | Ko Sung-hyun / Lee Yong-dae    |
| 2012   | China Open Super Series             | Herrendoppel                     | 2     | Ko Sung-hyun / Lee Yong-dae    |
| 2012   | Hong Kong Open Super Series         | Herrendoppel                     | 5     | Ko Sung-hyun / Lee Yong-dae    |
| 2012   | Korea Open Grand Prix Gold          | Herrendoppel                     | 1     | Ko Sung-hyun / Lee Yong-dae    |
| 2012   | India International                 | Herrendoppel                     | 1     | Ko Sung-hyun / Lee Yong-dae    |
| 2012   | India Open Grand Prix Gold          | Herrendoppel                     | 1     | Ko Sung-hyun / Lee Yong-dae    |
| 2013   | Korea Open Super Series Premier     | Herrendoppel                     | 1     | Ko Sung-hyun / Lee Yong-dae    |
| 2013   | Swiss Open Grand Prix Gold          | Herrendoppel                     | 2     | Ko Sung-hyun / Lee Yong-dae    |
| 2013   | Badminton-Asienmeisterschaft        | Herrendoppel                     | 1     | Ko Sung-hyun / Lee Yong-dae    |
| 2013   | India Open Super Series             | Herrendoppel                     | 1     | Ko Sung-hyun / Lee Yong-dae    |
| 2013   | Indonesia Open Super Series Premier | Herrendoppel                     | 2     | Ko Sung-hyun / Lee Yong-dae    |
| 2013   | Sudirman Cup                        | Gemischte Team-Weltmeisterschaft | 2     | Korea                          |
| 2013   | Indonesia Open Super Series Premier | Herrendoppel                     | 2     | Ko Sung-hyun / Lee Yong-dae    |
| 2013   | Singapur Open Super Series          | Herrendoppel                     | 2     | Ko Sung-hyun / Lee Yong-dae    |
| 2013   | Adidas China Masters 2013           | Herrendoppel                     | 1     | Ko Sung-hyun / Lee Yong-dae    |
| 2013   | Korea Open Grand Prix Gold          | Herrendoppel                     | 2     | Ko Sung-hyun / Shin Baek Cheol |
| 2014   | Badminton-Weltmeisterschaft 2014    | Herrendoppel                     | 1     | Ko Sung-hyun / Shin Baek Cheol |